# Amanda Crew
Amanda Crew (Langley, Brit Columbia, 1986. június 5. –) kanadai színésznő.
2006-ban debütált a filmvásznon a Végső állomás 3. című horrorfilmben. Ezt követően főszerepeket játszott olyan filmekben, mint a Szextúra (2008), a Charlie St. Cloud halála és élete (2010) és a Szörnyszülöttek (2018). 2014 és 2019 között a HBO Szilícium-völgy című sorozatában kapott fontosabb szerepet.

## Élete és pályafutása
Hip-hop tánc és jazztánc képzéseket végzett. 2003-ban színészkiképzést kezdett a New York-i Amerikai Színművészeti Akadémián (AADA).[forrás?]

## Filmográfia

### Film
| Év   | Magyar cím                        | Eredeti cím                               | Szerep                     | Magyar hang      |
| ---- | --------------------------------- | ----------------------------------------- | -------------------------- | ---------------- |
| 2006 | Végső állomás 3.                  | Final Destination 3                       | Julie Christensen          | Gallusz Nikolett |
| 2006 | Dögölj meg, John Tucker           | John Tucker Must Die                      | lány a folyosón            |                  |
| 2006 | Micsoda srác ez a lány!           | She's the Man                             | Kia                        | Zsigmond Tamara  |
| 2008 | Szextúra                          | Sex Drive                                 | Felicia Alpine             | Mánya Zsófia     |
| 2008 |                                   | That One Night                            | Marie                      |                  |
| 2009 |                                   | The Break-Up Artist                       | Britney                    |                  |
| 2009 | Kísértetjárás Connecticutban      | The Haunting in Connecticut               | Wendy                      | Vadász Bea       |
| 2010 | Charlie St. Cloud halála és élete | Charlie St. Cloud                         | Tess Carroll               | Tompos Kátya     |
| 2010 |                                   | Repeaters                                 | Sonia Logan                |                  |
| 2011 |                                   | Charlie Zone                              | Janesca "Jan"              |                  |
| 2011 |                                   | Sisters & Brothers                        | Nikki                      |                  |
| 2012 | Késpárbaj                         | Knife Fight                               | Helena St. John            |                  |
| 2013 | Jobs – Gondolkozz másképp         | Jobs                                      | Julie                      |                  |
| 2013 |                                   | Crazy Kind of Love                        | Bette Mack                 |                  |
| 2013 |                                   | Ferocious                                 | Leigh Parrish              |                  |
| 2013 |                                   | Miss Dial                                 | Amanda                     |                  |
| 2014 |                                   | Bad City                                  | Izzy Fontaine              |                  |
| 2014 |                                   | The Identical                             | Helen Hemsley              |                  |
| 2015 | Adaline varázslatos élete         | The Age of Adaline                        | Kikki Jones                | Csuha Borbála    |
| 2015 |                                   | Weepah Way for Now                        | Alice                      |                  |
| 2016 |                                   | Chokeslam                                 | Sheena "Smasheena" DeWilde |                  |
| 2016 |                                   | Poor Boy                                  | Charlene Rox               |                  |
| 2016 | Race – A legendák ideje           | Race                                      | Peggy                      |                  |
| 2017 |                                   | A Crooked Somebody                        | Stacy Bishop               |                  |
| 2017 |                                   | Juggernaut                                | Amelia                     |                  |
| 2017 | A 19-es asztalnál ülők            | Table 19                                  | Nicole "Nikki"             | Kis-Kovács Luca  |
| 2018 | Szörnyszülöttek                   | Freaks                                    | Mary Lewis                 |                  |
| 2018 |                                   | Isabelle                                  | Larissa Kane               |                  |
| 2019 |                                   | Tone-Deaf                                 | Olive Smith                |                  |
| 2020 | A Góliát akció                    | Target Number One                         | Anna Malarek               |                  |
| 2023 |                                   | There's Something Wrong with the Children | Ellie Huerta               |                  |
| 2023 | Valaki más                        | Some Other Woman                          | Eve Carver                 | Mészáros Blanka  |

### Televízió
| Év        | Magyar cím              | Eredeti cím                   | Szerep                          | Megjegyzések                                     |
| --------- | ----------------------- | ----------------------------- | ------------------------------- | ------------------------------------------------ |
| 2005      |                         | Life as We Know It            | Polly Brewer                    | 2 epizód                                         |
| 2005      | Smallville              | Smallville                    | lányszövetség tagja             | 1 epizód                                         |
| 2005–2006 | Tinik, tenisz, szerelem | 15/Love                       | Tanis McTaggart                 | főszereplő (1–2. évad) vendégszereplő (3. évad)  |
| 2006      |                         | Diary                         | önmaga                          | 1 epizód                                         |
| 2006      | Olvadás                 | Meltdown: Days of Destruction | Kimberly                        | tévéfilm magyar hangja Vadász Bea                |
| 2006–2008 |                         | Whistler                      | Carrie Miller                   | főszereplő                                       |
| 2008      | A pokol bárkája         | Monster Ark                   | Joanna                          | tévéfilm                                         |
| 2011      | Briliáns elmék          | Suits                         | Lola Jensen / Mildred Wisnewski | 1 epizód                                         |
| 2014      | Az indíték              | Motive                        | Robin Keaton                    | 1 epizód                                         |
| 2014–2019 | Szilícium-völgy         | Silicon Valley                | Monica Hall                     | főszereplő (53 epizód) magyar hangja Bozó Andrea |
| 2017      |                         | Lifeline                      | Haley Hooks                     | 2 epizód                                         |
| 2021      |                         | Mr. Corman                    | Ms. Perry Gellar                | 1 epizód                                         |

## Fordítás
- Ez a szócikk részben vagy egészben  az   Amanda Crew című angol Wikipédia-szócikk ezen változatának fordításán alapul.  Az eredeti cikk szerkesztőit annak laptörténete sorolja fel. Ez a jelzés csupán a megfogalmazás eredetét és a szerzői jogokat jelzi, nem szolgál a cikkben szereplő információk forrásmegjelöléseként.